# Hervé Bromberger
Hervé Bromberger, född 11 november 1918 i Marseille, Provence-Alpes-Côte d'Azur, död 25 november 1993 i Paris, var en fransk filmregissör och manusförfattare.

## Filmografi i urval
- 1950 – Lustmord (regi)
- 1951 – Seul dans Paris (regi)
- 1953 – Vild frihet (manus och regi)
- 1955 – Nagana (regi)
- 1957 – Operation i gangstervärlden (manus och regi)
- 1962 – Les quatre vérités (regi, delen "Le corbeau et le renard")
- 1966 – Un soir à Tibériade (regi)
- 1978 – Violette - giftmörderskan (manus)